# Christian Cannabich
Pour les articles homonymes, voir Cannabich.

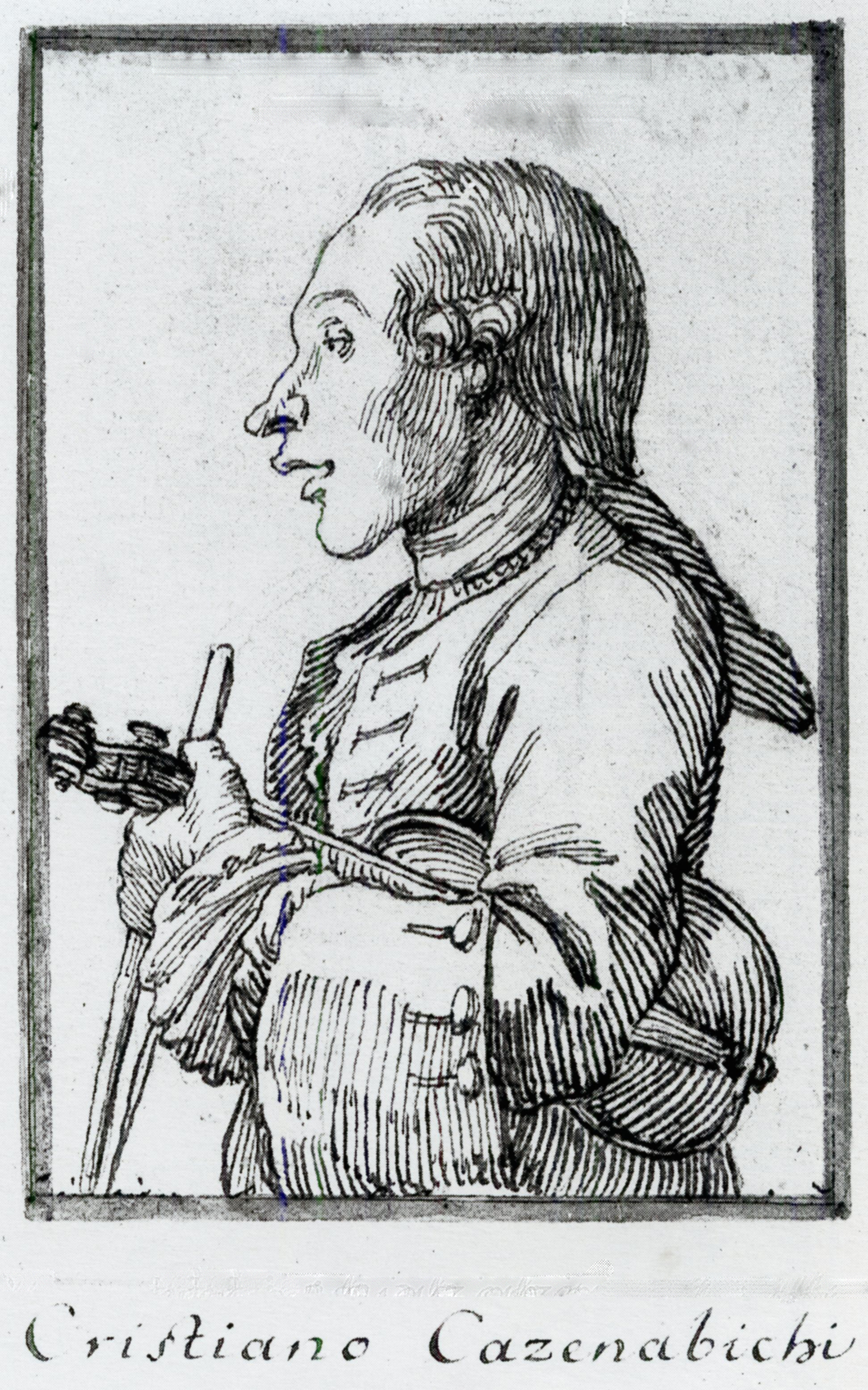
Christian Cannabich, caricature de Pier Leone Ghezzi, 1753

Johann Christian Innocenz Bonaventura Cannabich est un compositeur allemand, né à Mannheim le 28 décembre 1731 et mort à Francfort-sur-le-Main le 20 janvier 1798, membre de l'École de Mannheim.

## Biographie
Son père est le flûtiste et compositeur Martin Friedrich Cannabich (1700 - 1773), un ancien élève de Johann Stamitz. Il est engagé à l'orchestre de la cour de Mannheim à l'âge de douze ans seulement, en tant que violoniste. De 1750 à 1753, il poursuit ses études musicales à Rome avec Niccolò Jommelli. Lors de ses voyages réguliers dans la capitale française dans les années 1760-1770, il joue ses oeuvres avec le Concert Spirituel. En 1766, il parvient à publier six symphonies et six trios à Paris. Après cette date, la plupart de ses œuvres trouvent un éditeur parisien. 
En 1774, il succède à Johann Stamitz afin de diriger l'orchestre de la cour de Mannheim, et se lie d'amitié avec Wolfgang Amadeus Mozart. Après avoir rencontré Cannabich en 1777 à Mannheim, Mozart écrit l'année suivante à son père Leopold : « il est le meilleur directeur musical que j'ai jamais entendu ». En 1778, Charles-Théodore devient électeur de Bavière et déménage sa cour à Munich, avec Cannabich et son orchestre.
Le 29 janvier 1781, à la suite de la commande de Charles-Théodore, Idoménée de Mozart est créé à Munich, avec le soutien de Cannabich. Dans la foulée, Cannabich compose son unique mélodrame Electra, également inspiré de la famille des Atrides de la mythologie grecque.
Dans les années 1780, l'effectif total de l'orchestre passe de 95 à 55 musiciens. À partir des années 1790, l'activité musicale décline plus encore du fait des difficultés financières des cours princières, ce qui oblige à réduire le salaire de Cannabich. A Munich, il a l'honneur de recevoir Joseph Haydn en décembre 1790, alors que l'Autrichien est en route pour son premier séjour à Londres. Cannabich meurt à l'âge de 67 ans alors qu'il rend visite à son fils Carl à Francfort.

## Œuvre
Au moins trois ballets, 70 symphonies, un opéra (Azakia en 1778), un mélodrame (Elektra en 1781), deux symphonies concertantes, quatre concertos pour violon, sept concertos pour orgue et autres instruments, un concerto pour clavier.

## Enregistrements
- Mannheim: The Golden Age, par le Concerto Köln, dir. Werner Ehrhardt, Teldec 3984-28366-2, 1999
- Musik der Münchener Hofkapelle - Music of the Munich Court Orchestra - Toeschi - Danzi - Wendling - Cannabich , Hofkapelle München, dir. Christoph Hammer, Capriccio 10 861, 2000